# کینتانییا بیبار
کینتانییا بیبار (به اسپانیایی: Quintanilla Vivar) یک شهرستان در اسپانیا است.